# اینون‌سنس
اینون‌سنس (انگلیسی: InvenSense) شرکت الکترونیک آمریکایی است، که در سال ۲۰۰۳ توسط شرکت تی‌دی‌کی تأسیس شد.